# برايان ماكراكين
برايان ماكراكين (بالإنجليزية: Brian McCracken)‏ هو قاضي ومحامي أيرلندي، ولد في 13 يوليو 1934.